# Yukarısöğütlü, Besni
Yukarısöğütlü là một xã thuộc huyện Besni, tỉnh Adıyaman, Thổ Nhĩ Kỳ. Dân số thời điểm năm 2011 là 348 người.